# Philippe Peythieu
Philippe Peythieu (Parigi, 12 gennaio 1950) è un doppiatore francese principalmente noto per essere la voce francese di Homer Simpson e Daisuke Jigen.
Oltre ad essere la voce del Dr. Nefarious nei videogiochi della serie Ratchet & Clank, è il doppiatore di Danny DeVito a partire da Batman - Il ritorno e del personaggio del Pinguino nelle serie animate.

## Biografia
È sposato dal 2001 con l'attrice Véronique Augereau (doppiatrice francese di Marge Simpson).
È fratello dell'attore Christian Peythieu.

## Filmografia
- La Marche - regia di Nabil Ben Yadir (2013)
- Je m'appelle Hmmm... - regia di Agnès Troublé (2013)

## Doppiaggio

### Film
- Danny DeVito in Batman - Il ritorno, Hoffa - Santo o mafioso?, Mars Attacks!, Matilda 6 mitica, L.A. Confidential, The Big Kahuna,Big Fish - Le storie di una vita incredibile, Even Money,Conciati per le feste, Relative Strangers - Aiuto! sono arrivati i miei, Solitary Man, Dumbo, Jumanji: The Next Level, La casa dei fantasmi, Beetlejuice Beetlejuice

### Film d'animazione
- Vecchio di Barbaroi, Benge in Vampire Hunter D: Bloodlust
- Homer Simpson, Abraham Simpson, Otto Disc in I Simpson - Il film
- Maestro Rino Tonante in Kung Fu Panda 2
- Ispettore Pâté e Giornalista televisivo in Un mostro a Parigi
- M. Woodley in Animal Crackers

### Serie televisive d'animazione
- Daisuke Jigen in Lupin III
- Pinguino e Man-Bat in Batman
- Brooklyn in Gargoyles - Il risveglio degli eroi
- Homer Simpson, Nonno Simpson, Otto Disc e altri in I Simpson
- Quincy Endicott in Over the Garden Wall - Avventura nella foresta dei misteri
- Jerry in Carole & Tuesday
- Cooke in Solar Opposites
- Loccobarocco in Le bizzarre avventure di JoJo: Stone Ocean

### Videogiochi
- Otto Keisinger in Clive Barker's Undying
- Luigi in Mafia: The City of Lost Heaven
- Narratore in SpongeBob SquarePants: Battle for Bikini Bottom
- Dr. Nefarious in Ratchet & Clank 3, Ratchet: Gladiator, Ratchet & Clank: A spasso nel tempo, Ratchet & Clank: Tutti per uno, PlayStation All-Stars Battle Royale, Ratchet & Clank, Ratchet & Clank: Rift Apart

## Doppiatori italiani
Da doppiatore, nelle versioni in italiano è stato sostituito da:
- Vladimiro Conti e Saverio Indrio in Un mostro a Parigi